# Maldá
Maldá (oficialmente y en catalán Maldà) es un municipio español de la provincia de Lérida, situado en la comarca de Urgel, en la comunidad autónoma de Cataluña. Cuenta con una población de 236 habitantes (INE 2024).

## Lugares de interés
- Castillo de Maldá: Es de origen medieval, siglo XIII-XIV. Se conservan las paredes exteriores y los torreones.
- Iglesia parroquial de Santa María: Construida en el siglo XVIII es de estilo barroco y neoclásico.
- Iglesia Románica de San Pedro: edificio románico del siglo XII. La nave y el ábside son de vuelta de cañón y la portalada es un arco de medio punto sostenido por dos arcos.
- San Juan de Maldanell: ermita reconstruida en una colina desde la cual se puede ver parte del valle del Corb.
- Parque de la Font Vella: Zona de recreo y pícnic, situada en la parte baja del municipio.

## Comercios, asociaciones y entidades
- Cooperativa del campo de Maldá SCCL (aceite y vino)
- Bar Centre

## Geografía humana

### Demografía
Cuenta con una población de 236 habitantes (INE 2024).
| Gráfica de evolución demográfica de Maldá entre 1842 y 2021 |
| |
| Población de derecho según los censos de población del INE Población de hecho según los censos de población del INEEn estos censos se denominaba Maldá: 1842, 1857, 1860, 1877, 1887, 1897, 1900, 1910, 1920, 1930, 1940, 1950, 1960, 1970 y 1981 |

| 325                        | 300 | 271 | 283 |
| (Fuente: [cita requerida]) |     |     |     |

## Galería fotográfica

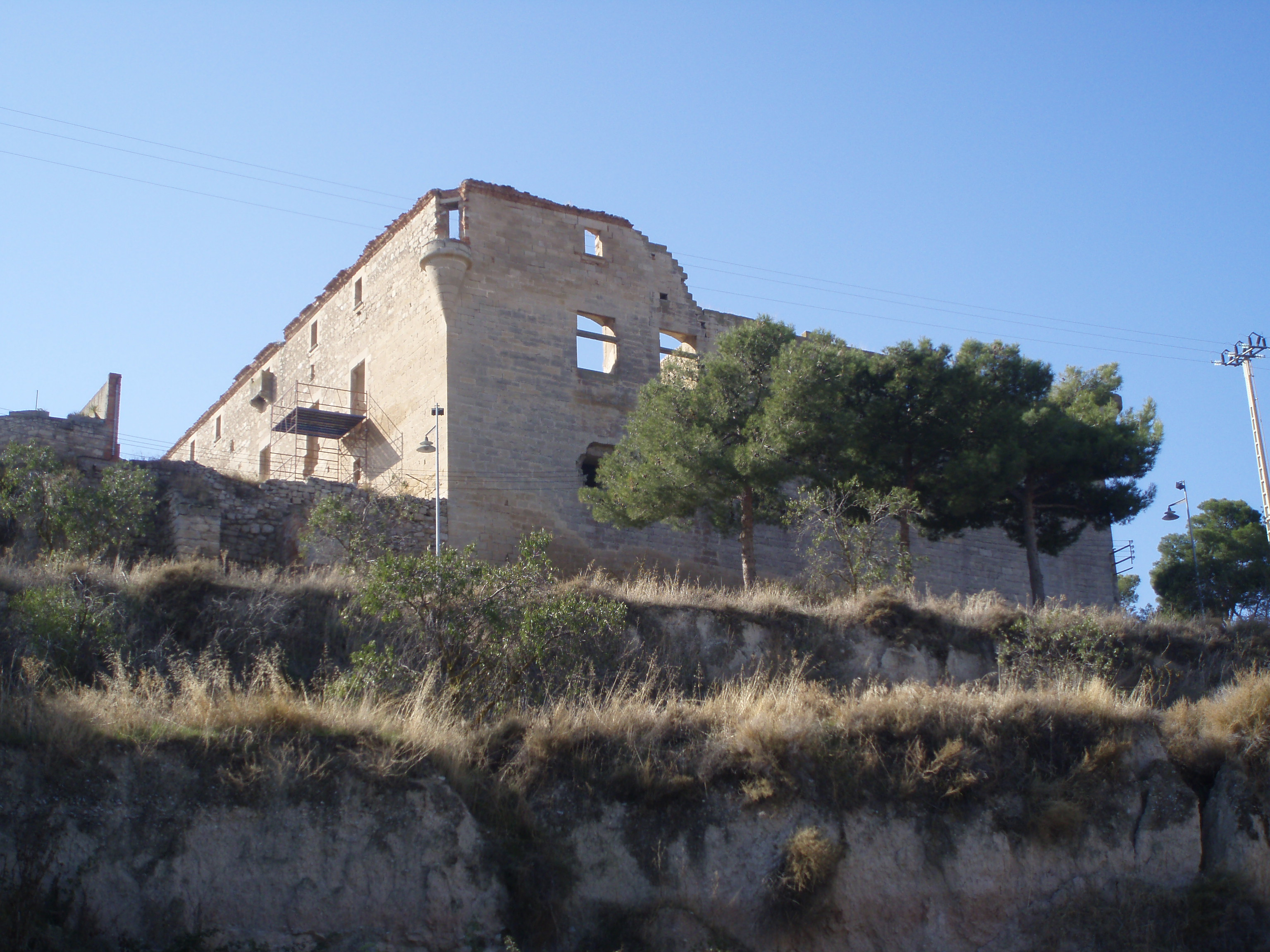
Castillo de Maldá
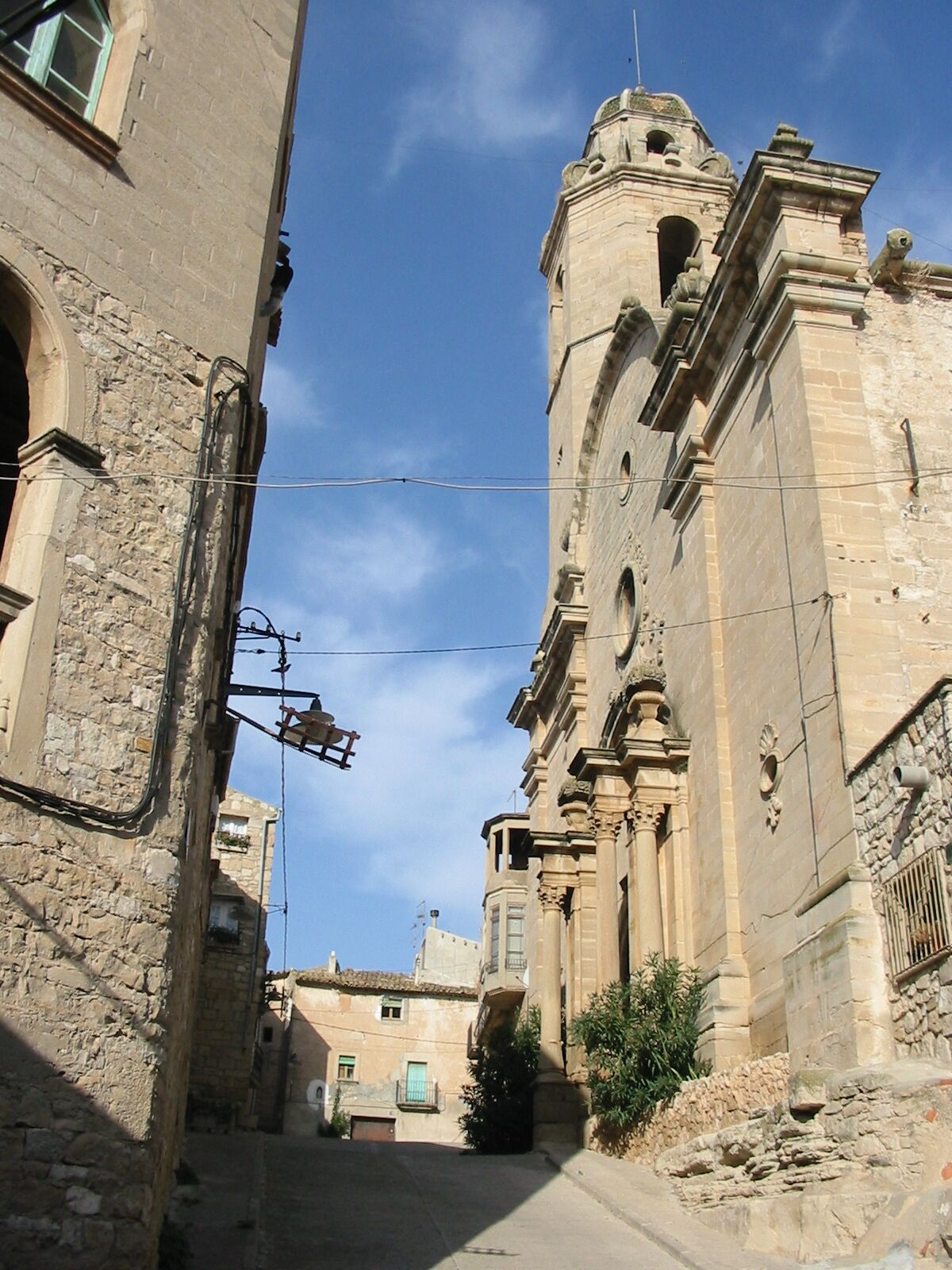
Iglesia parroquial de Santa María
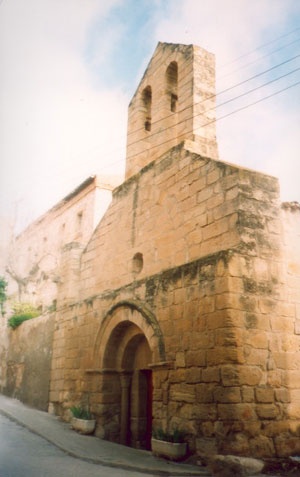
Iglesia románica de San Pedro
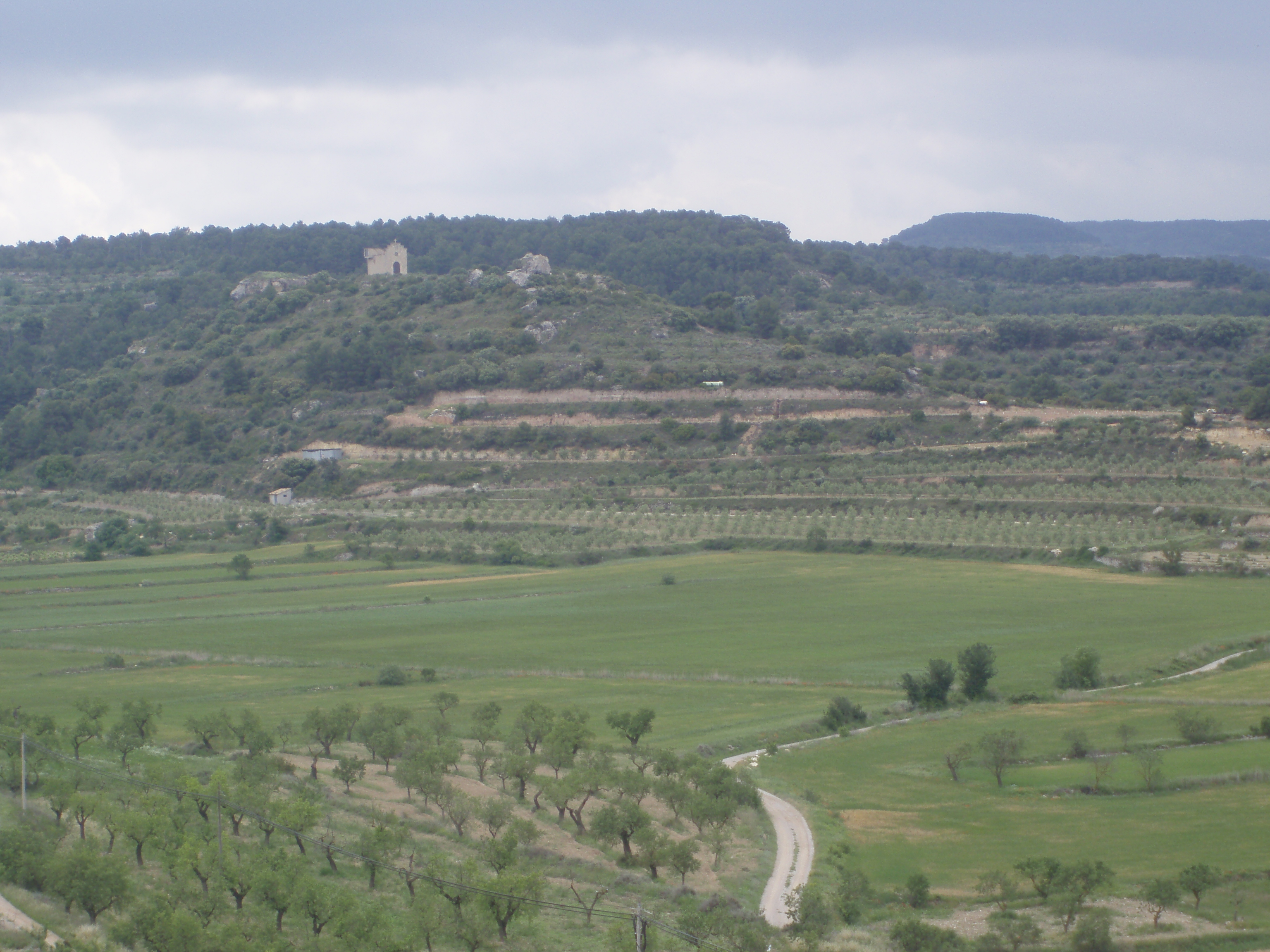
San Juan de Maldanell desde Maldá
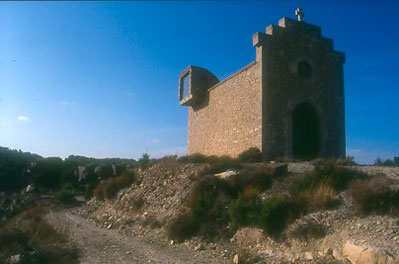
San Juan de Maldanell
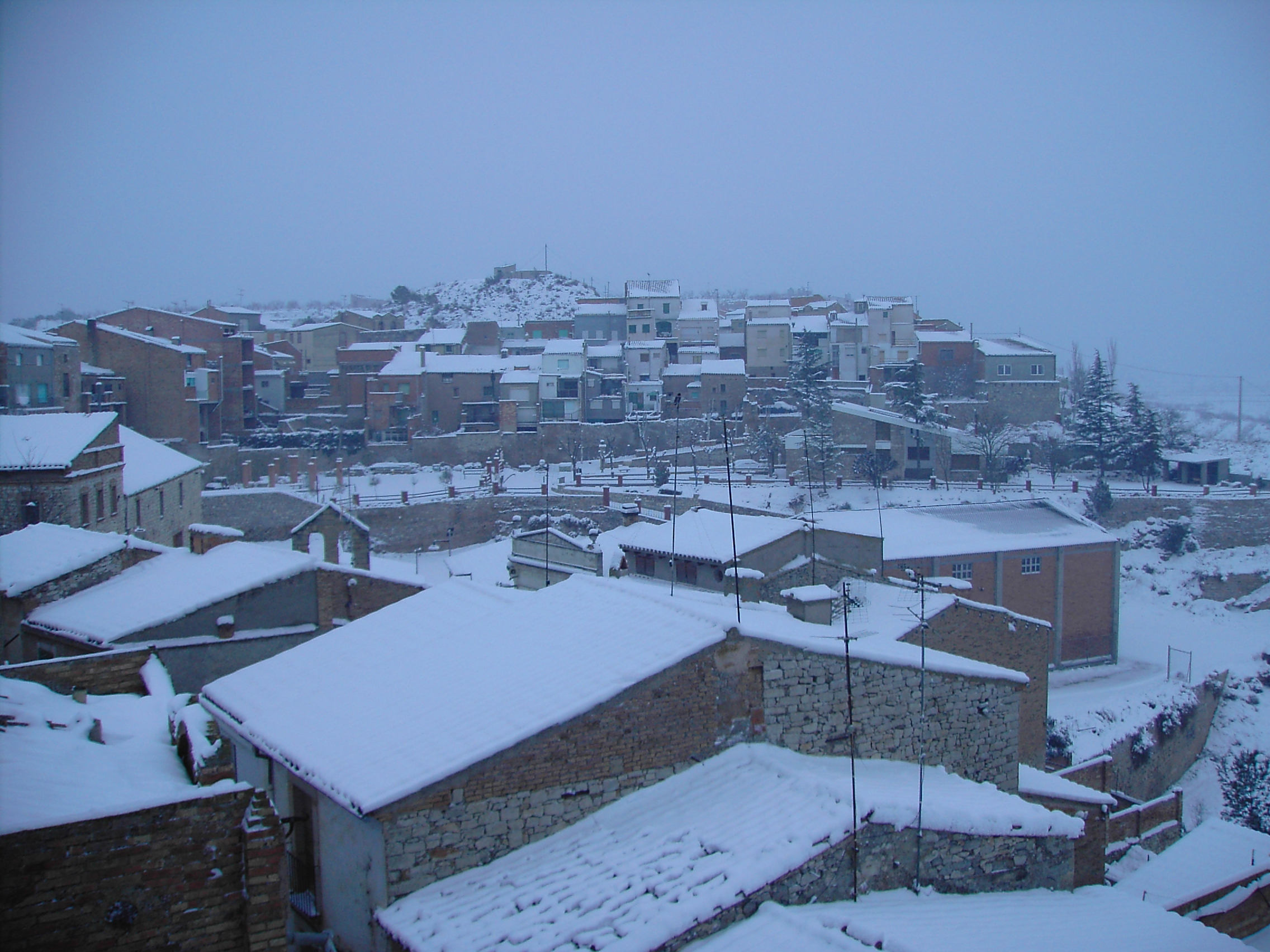
Maldá nevado
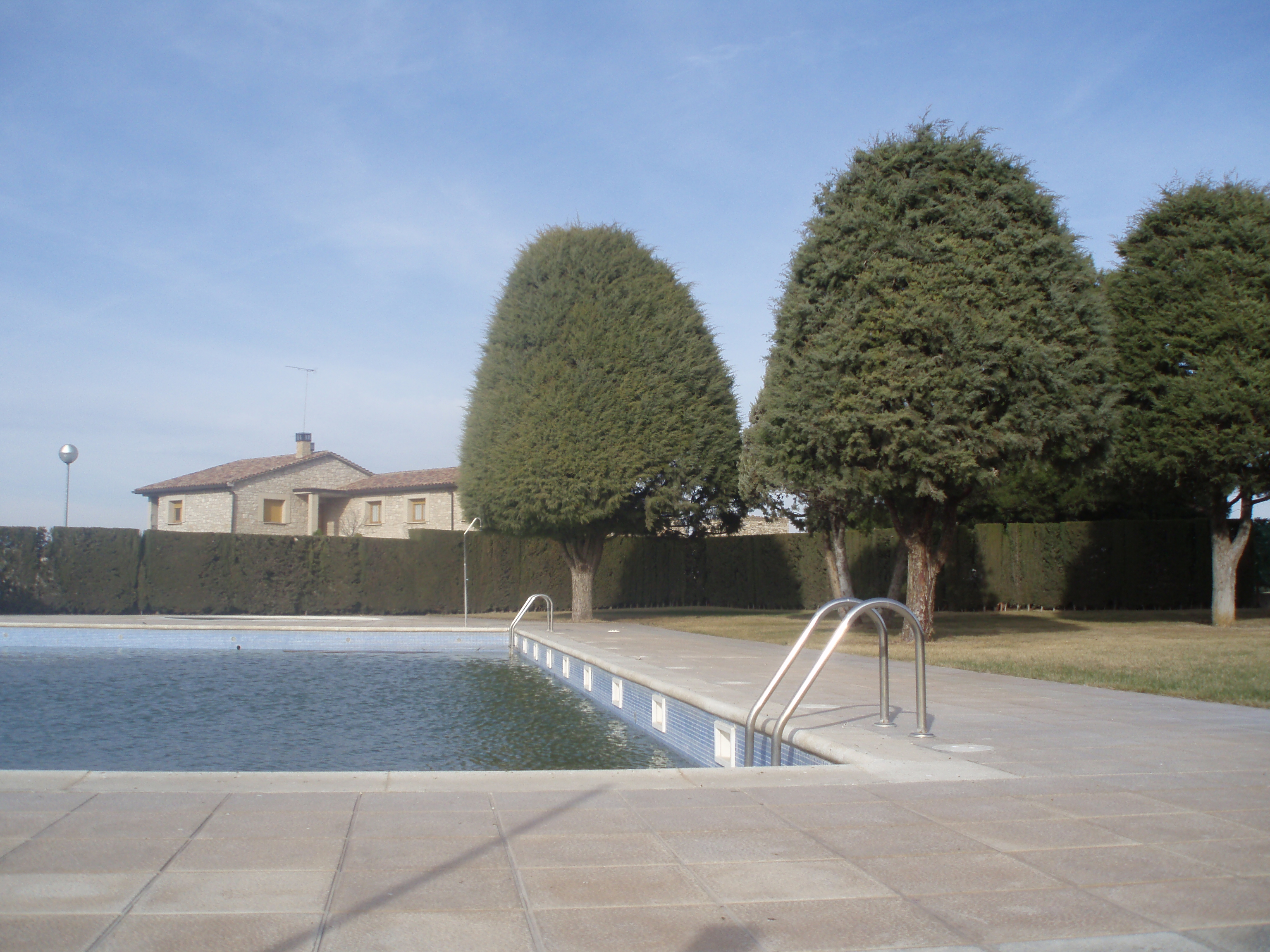
Piscina de Maldá